# Kazuyo Sejima

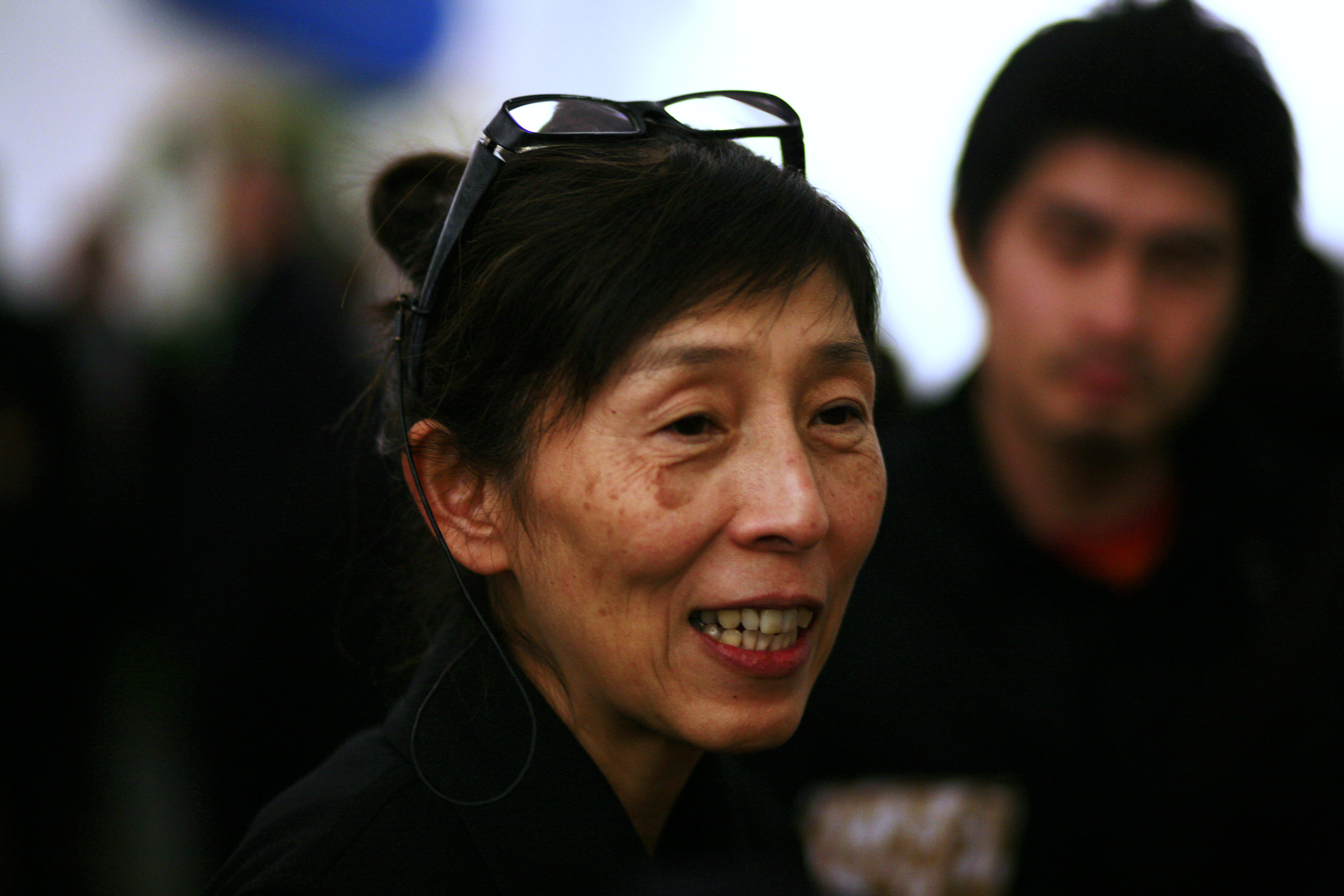
Kazuyo Sejima

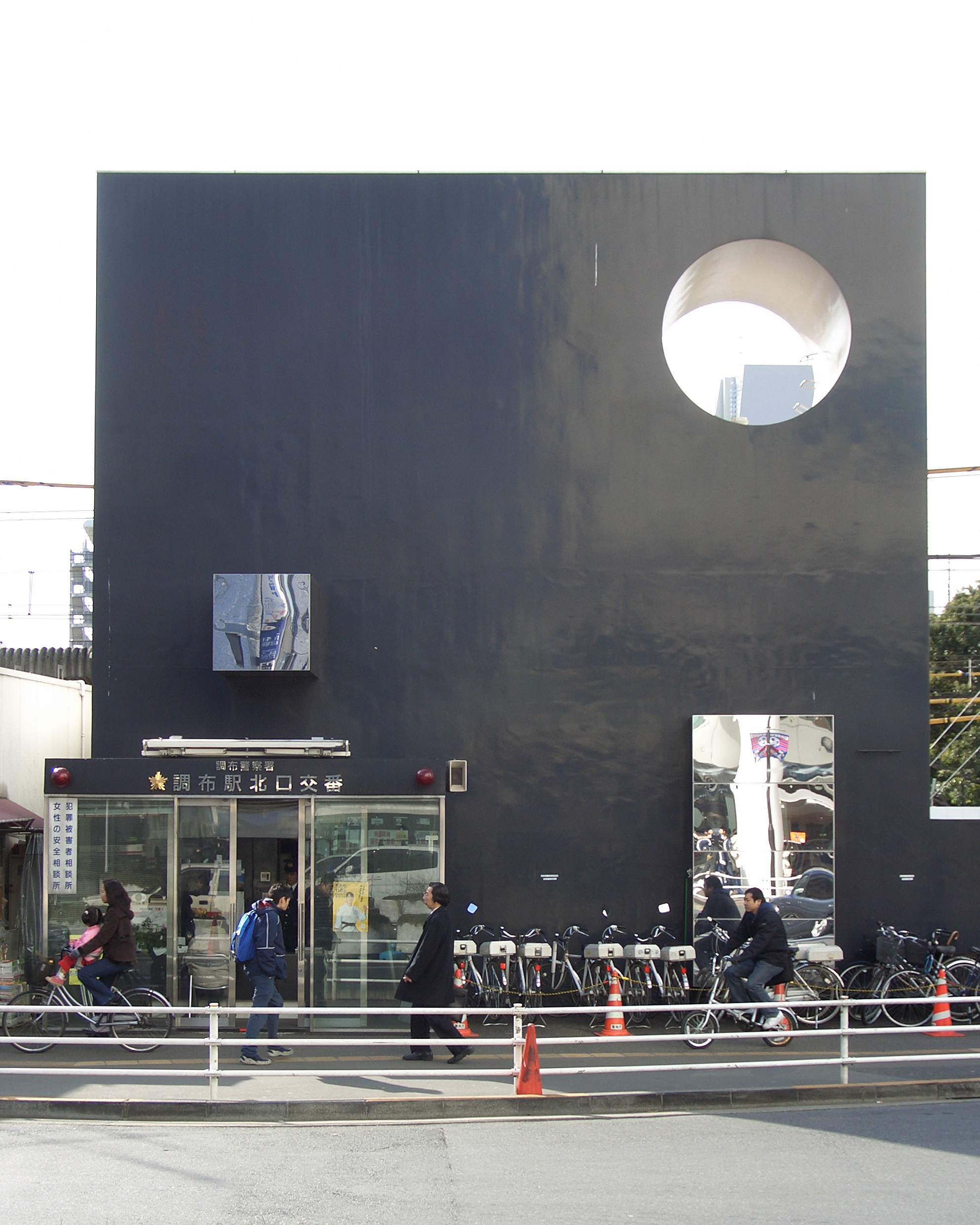
Poliskontor i Chōfustationen i Tokyo (1993–94).

Kazuyo Sejima (妹島 和世), född 29 oktober 1956 i Hitachi i Ibaraki prefektur, är en japansk arkitekt.
Kazuyo Seijma utbildade sig på Nihon Joshi Daigaku (Japans kvinnouniversitet) och arbetade därefter på Toyo Itos arkitektkontor. År 1987 grundade hon Kazuyo Sejima and Associates och 1995 grundade hon tillsammans med  Ryue Nishizawa arkitektbyrån SANAA (Sejima and Nishizawa and Associates) i Tokyo. 
Kazuyo Sejima använder rena modernistiska element i sin formgivning. De har ofta rena och polerade ytor av glas, marmor och metall. Hon använder också ofta kvadrater och kuber i olika konstellationer. Hon fick 2005 Schockpriset och 2010 Pritzker Prize tillsammans med Ryue Nishizawa.

## Verk av Kazuyo Sejima and Associates och SANAA i urval
- Castelbajac Sports Store, Kanagawa, 1990–1991
- Poliskontor på Chōfustationen i Tokyo, 1993–1994
- Gifu Kitagata Apartment Building i Gifu, 1994–2000
- U Office Building, Ibaraki, 1996–1998
- Asahi Shimbun Yamagata Office Building, Yamagata, 2000–2002
- Onishi Civic Center i Gunma, 2005–05
- Schouwburg Almere teatercentrum i Almere i Nederländerna, 2006
- New Museum of Contempory Art i New York, 2010
- Rolex Learning Center, Lausanne, Schweiz, 2010
- Shibaura House, Tokyo, 2011
- Rolex Learning centre, Lausanne, Schweiz, 2010

## Fotogalleri

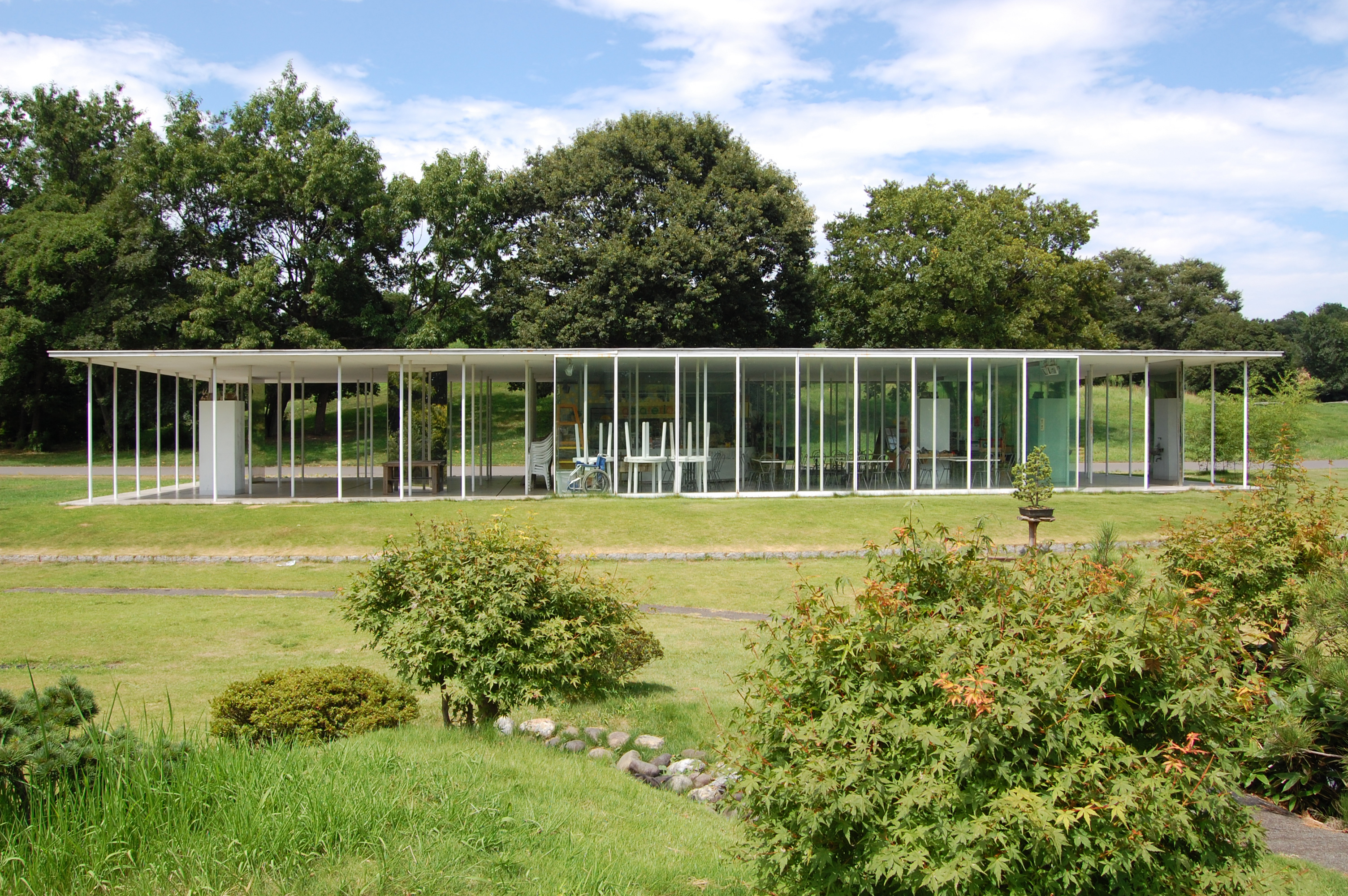
Koga Park Café, Ibaraki, 1998
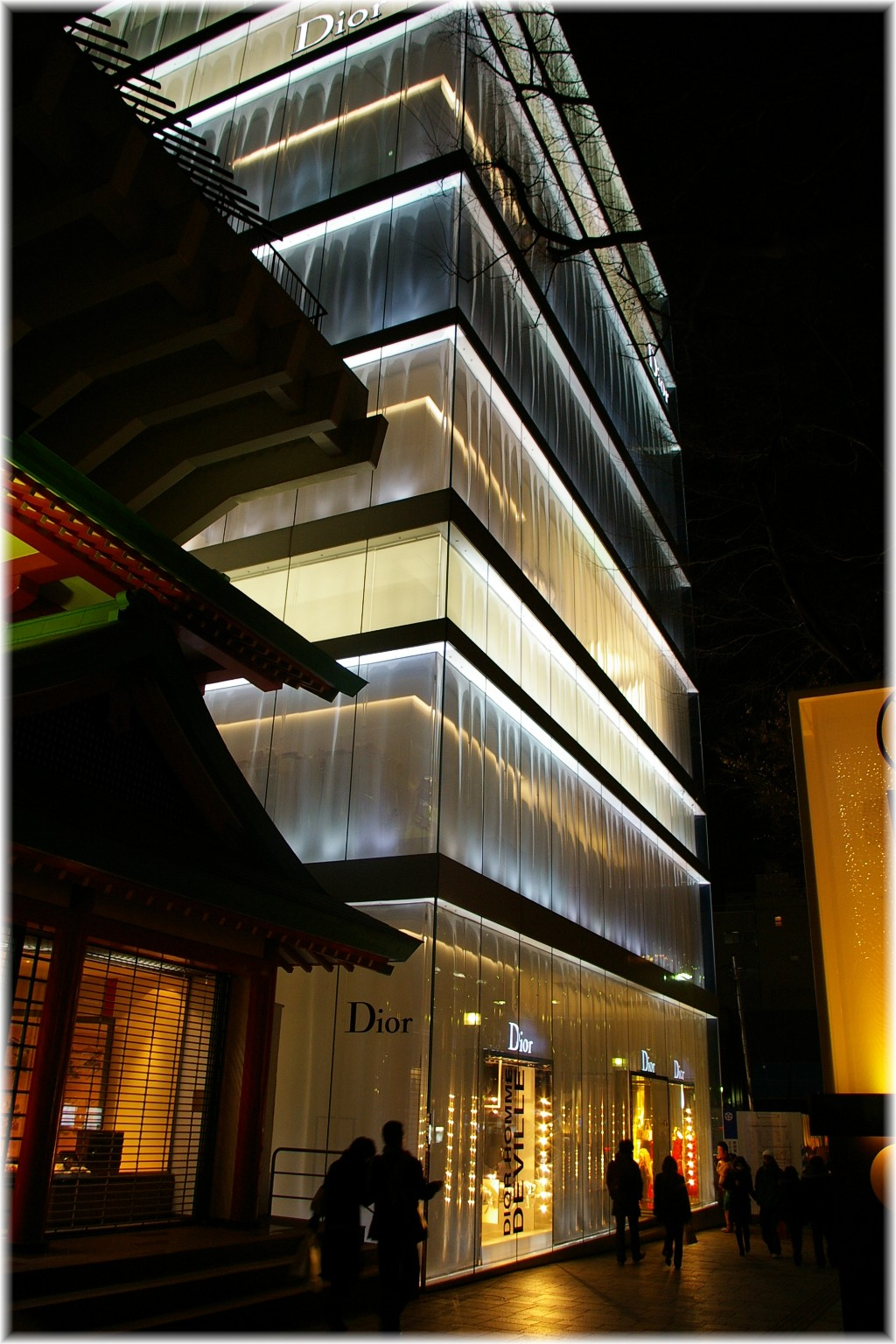
Christian Dior Omotesando Building, Tokyo
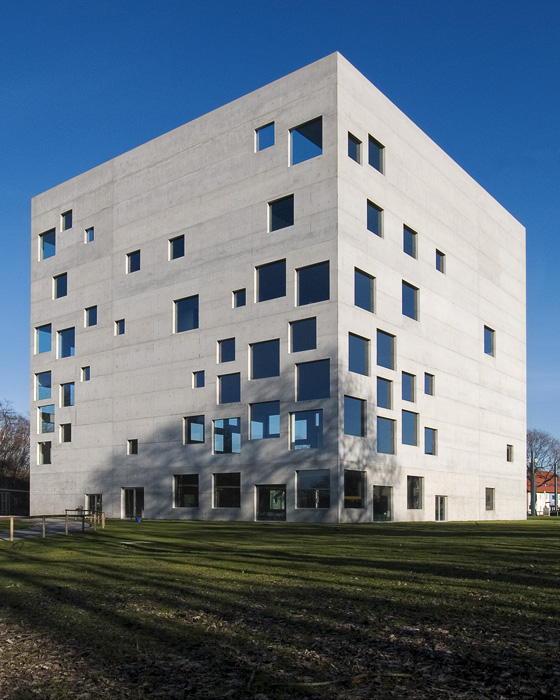
Zollverein-Kubus, Essen, 2005
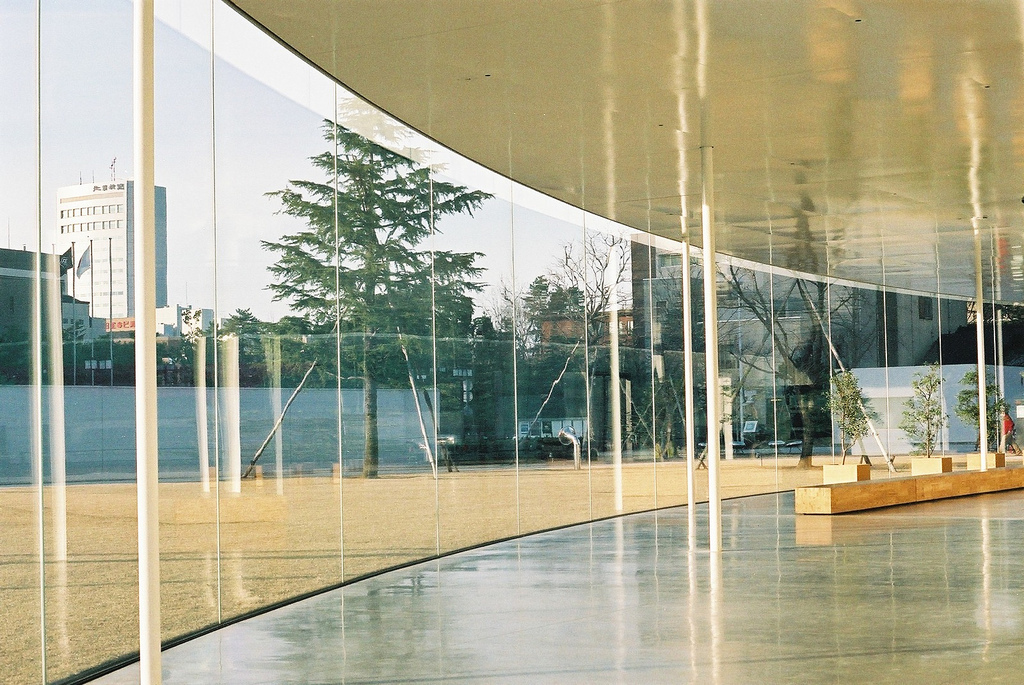
21st Century Museum of Contemporary Art, Kanazawa, 2004
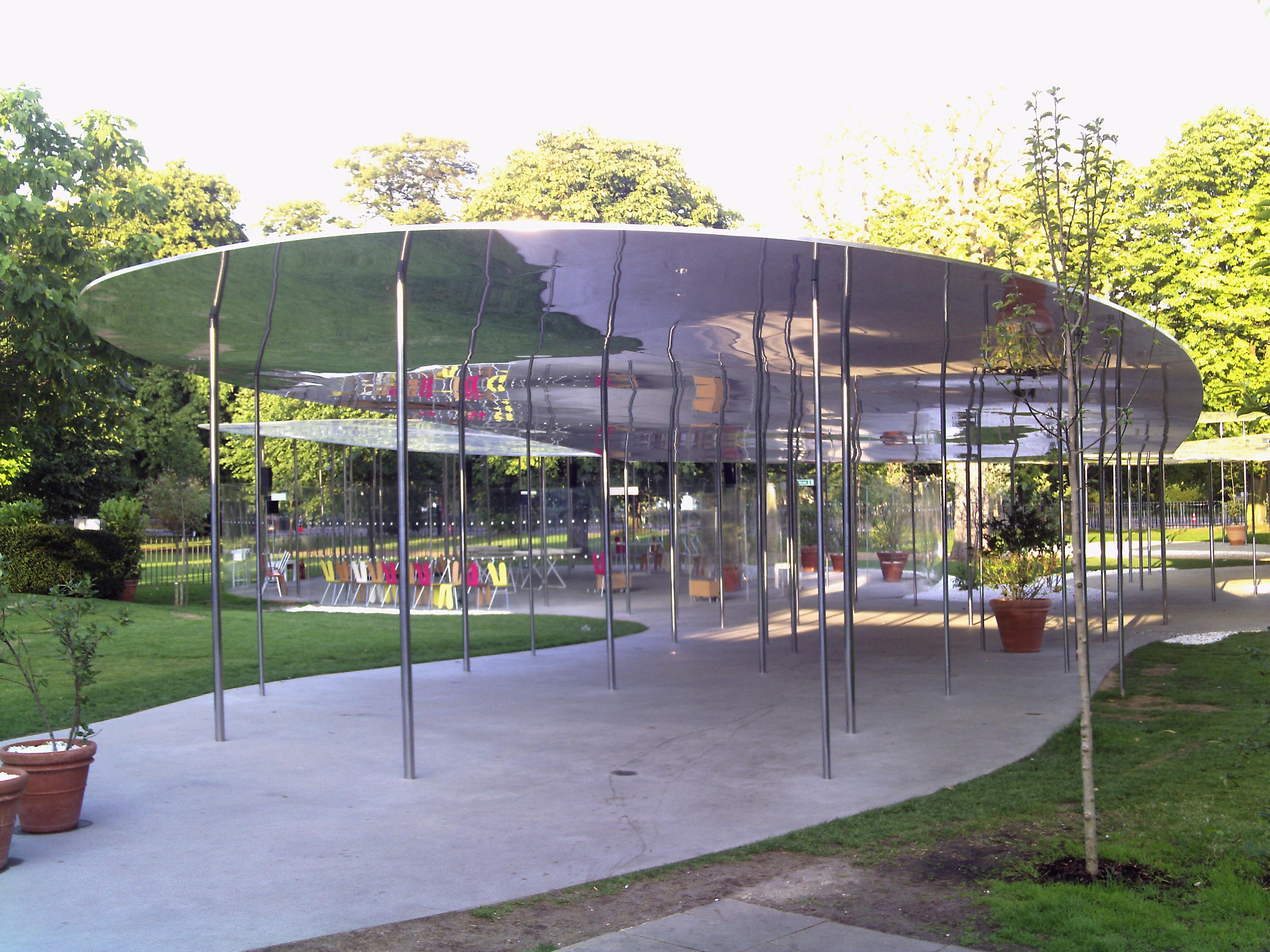
Serpentine Gallery Pavillon, London, 2009
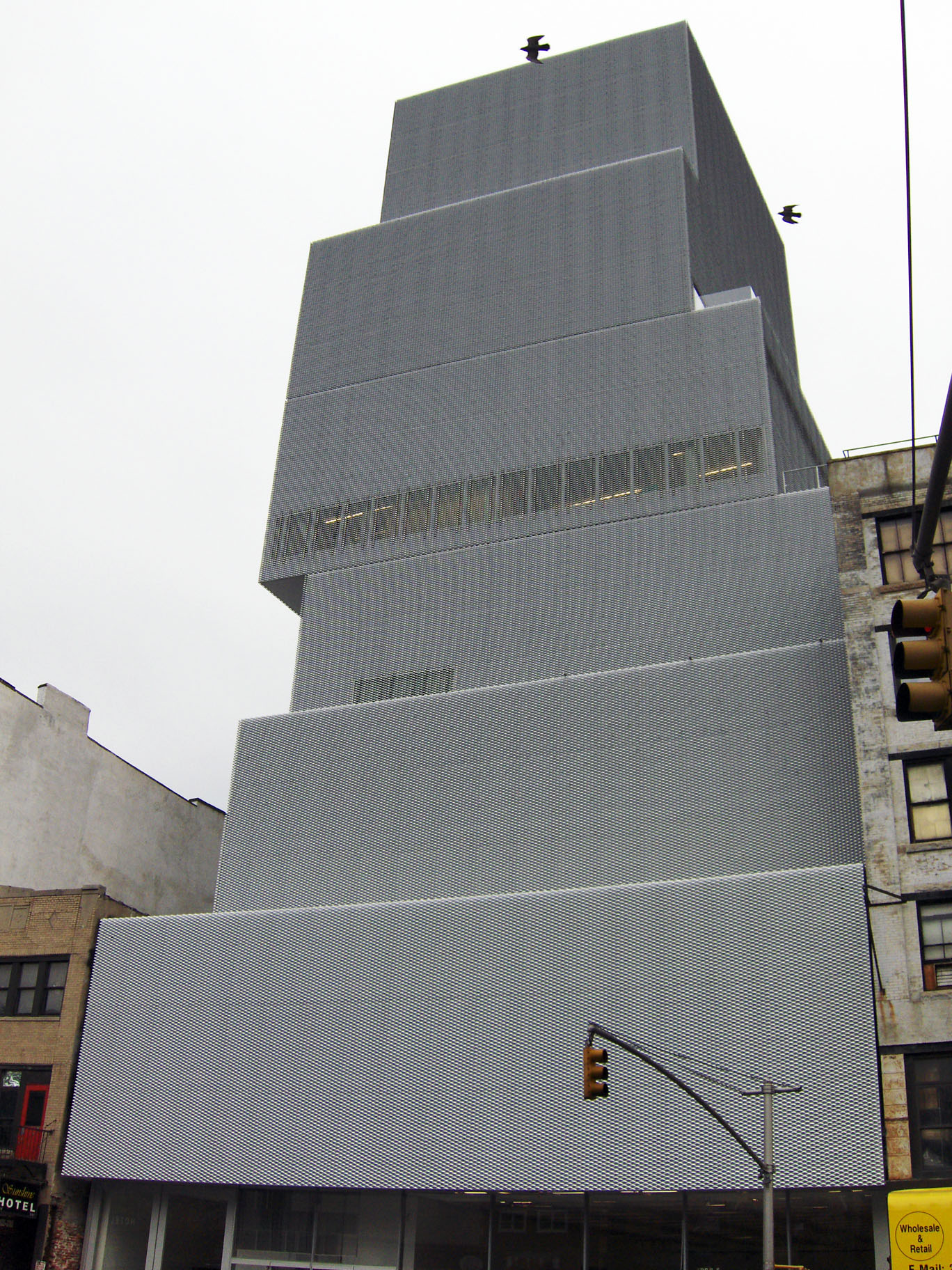
New Museum of Contemporary Art i New York
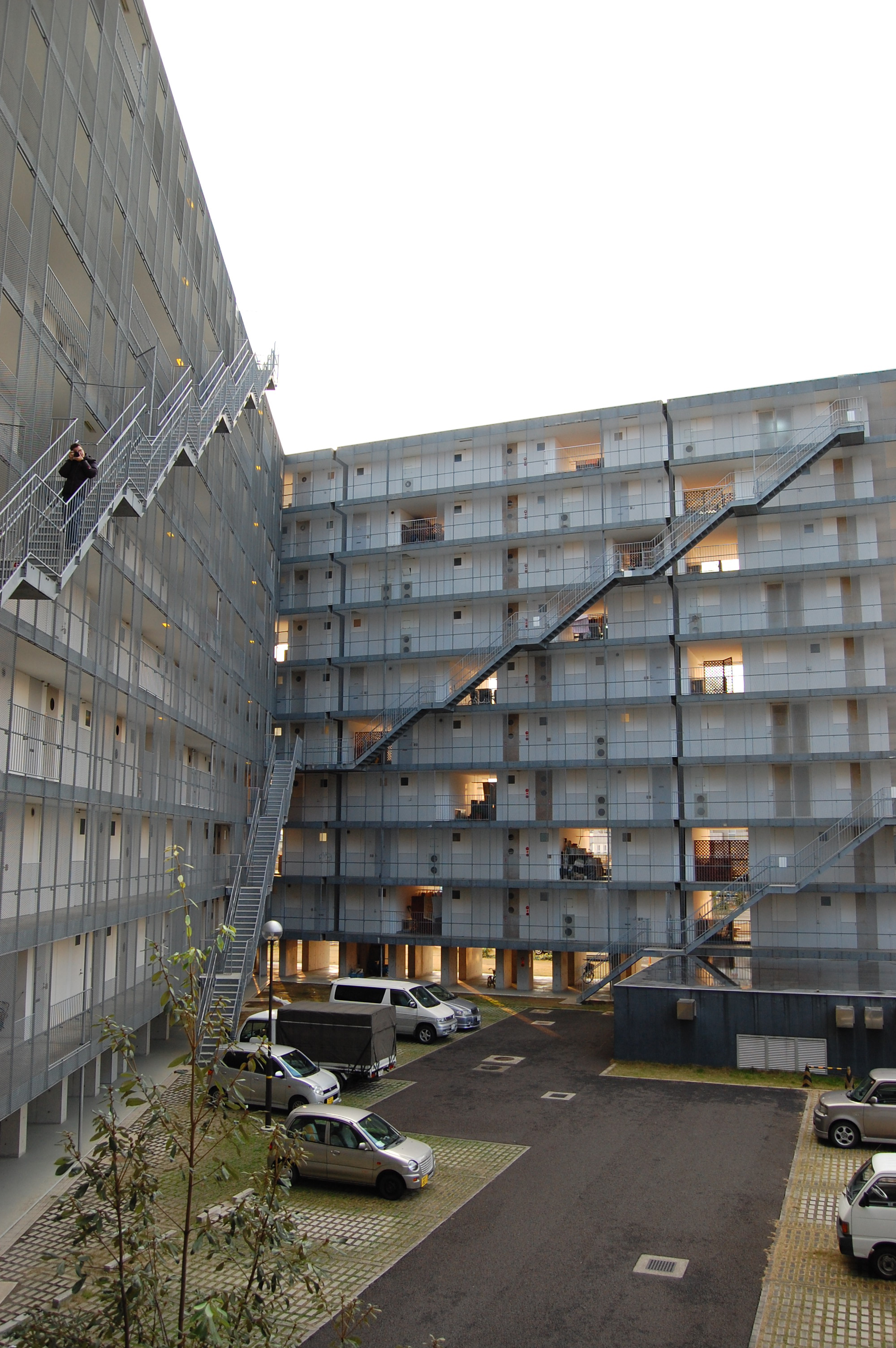
Kitagata Housing Project
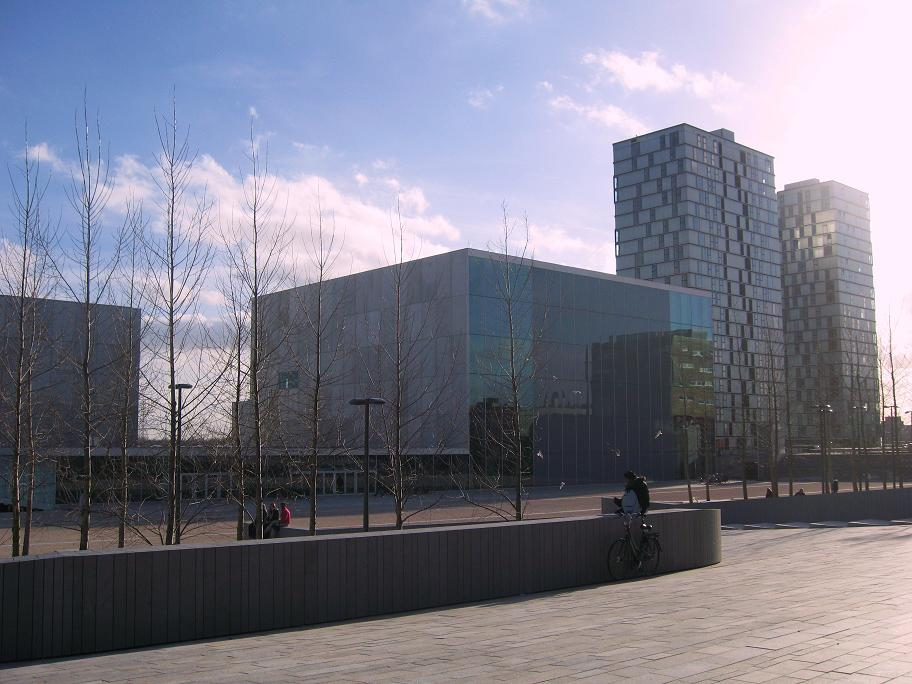
Schouwburg Almere, Almere, Nederländerna
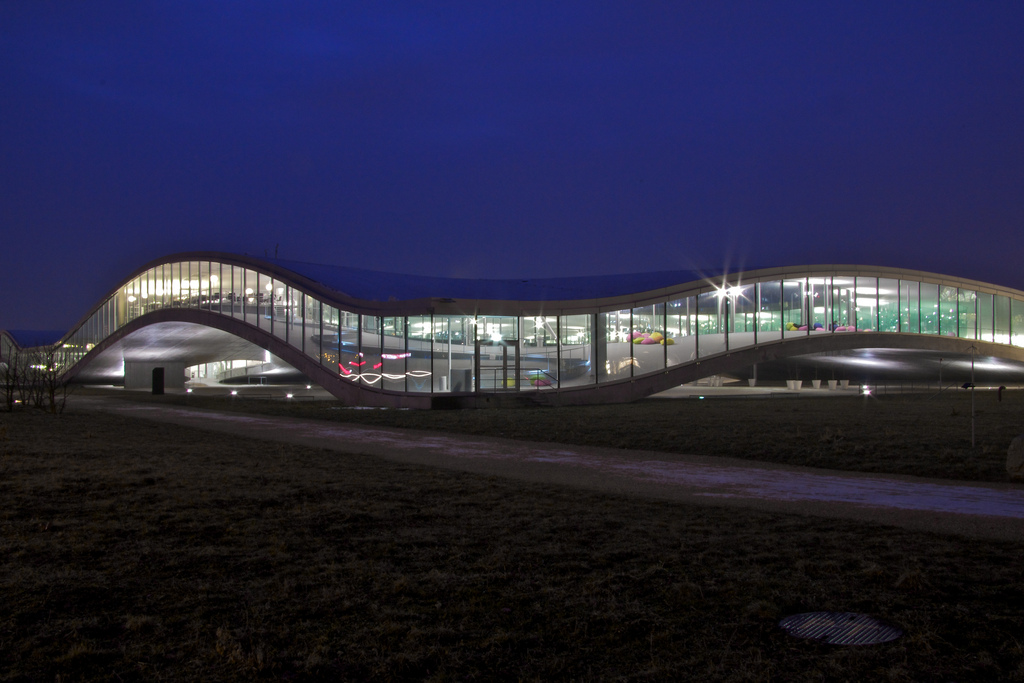
Rolex Learning Centre, Lausanne, Schweiz, 2010